# Kristályvirágfélék

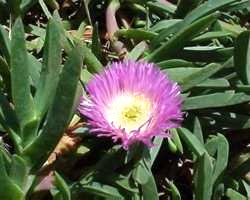
Carpobrotus edulis

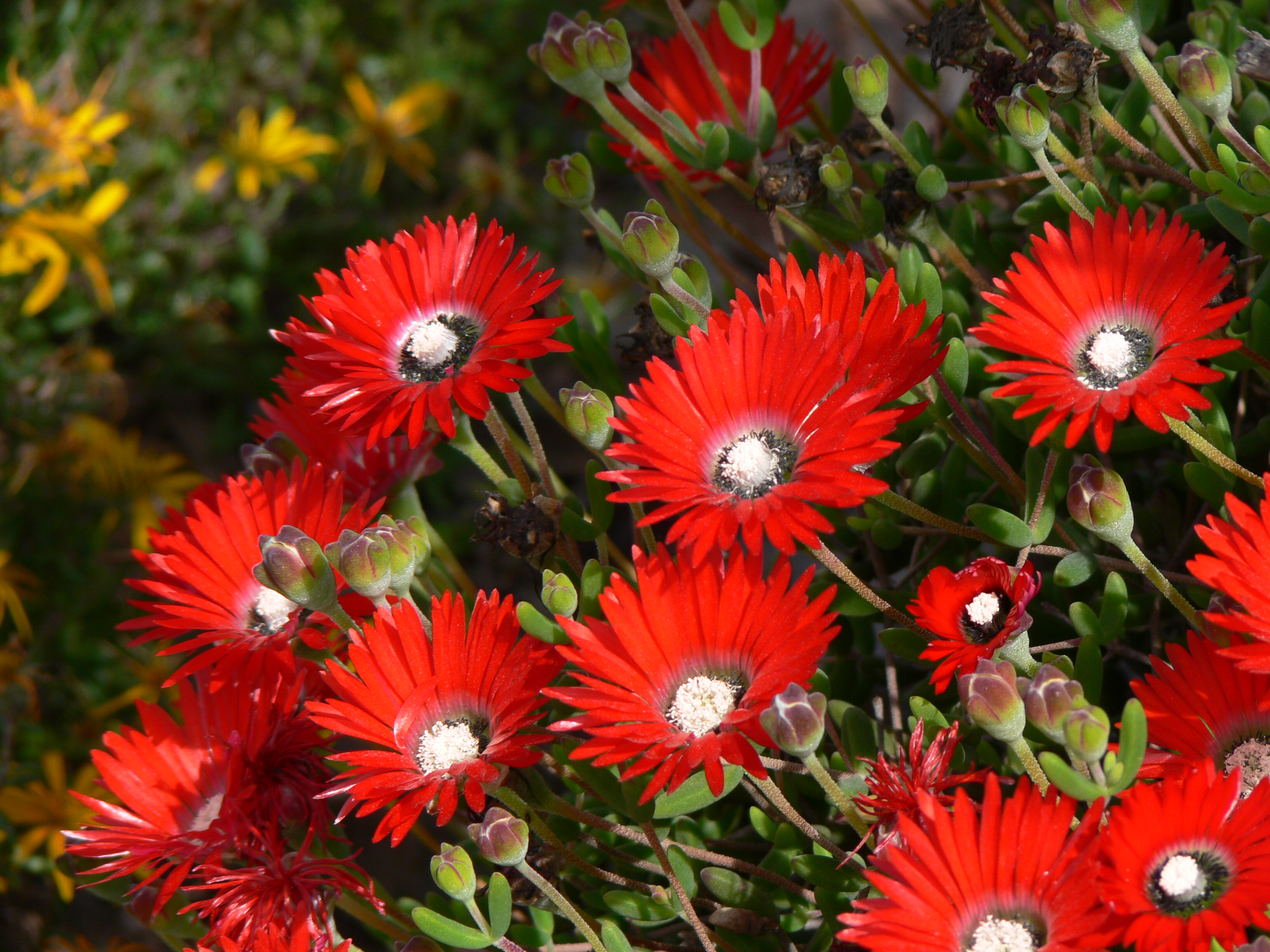
Drosanthemum speciosum

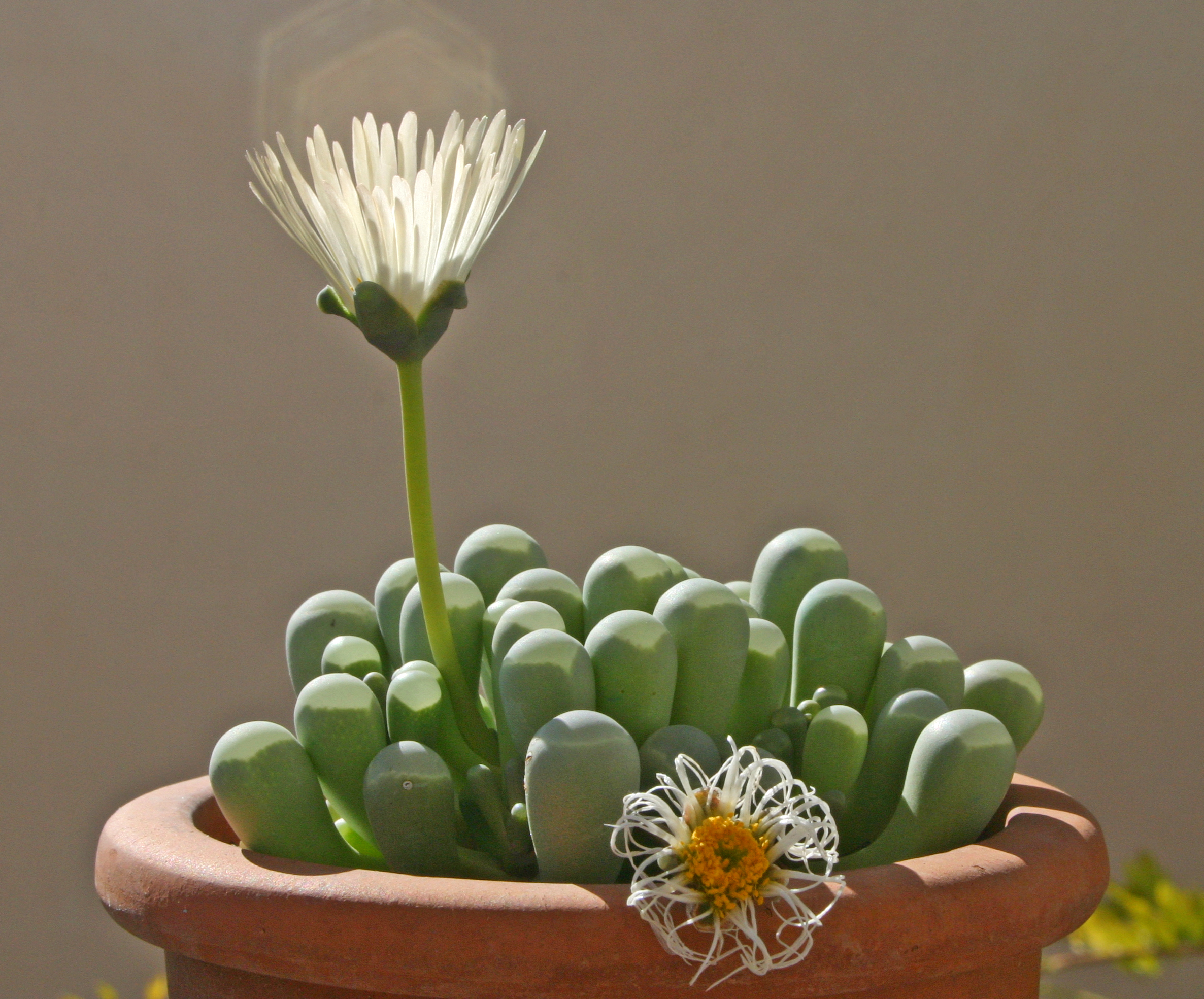
Fenestraria rhopalophylla

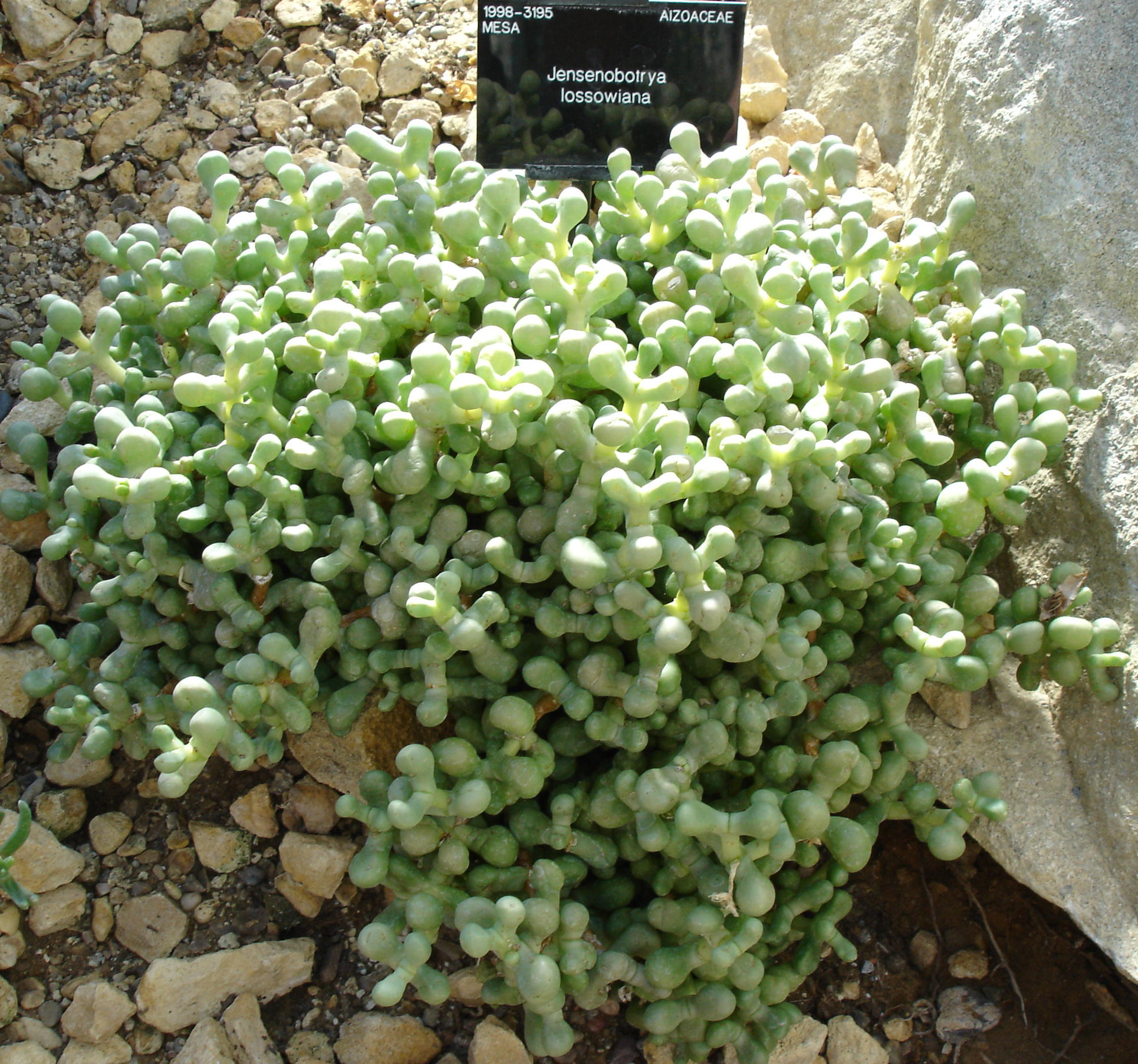
Jensenobotrya lossowiana

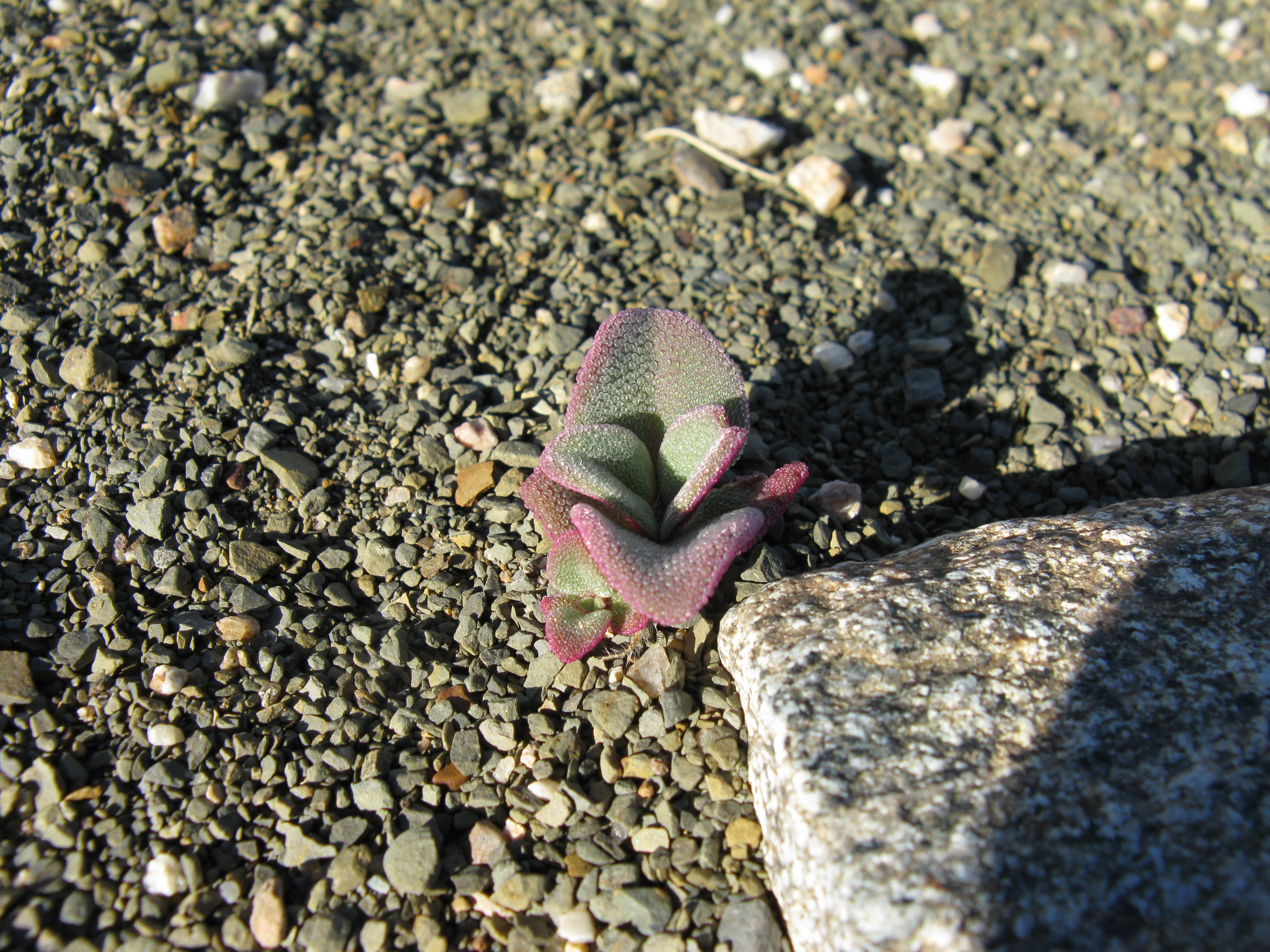
Mesembryanthemum guerichianum fiatal példánya, jól látszanak a levélen a hólyagsejtek, ami miatt a kristályvirág nevet kapta

A kristályvirágfélék (Aizoaceae) a szegfűvirágúak (Caryophyllales) rendjének egyik családja.
A családba 119 nemzetség és körülbelül 1900 faj tartozik. Többségük Afrika déli részén honos, pozsgás, évelő növény. Egyes fajokat, a kristályvirágokat és délvirágokat kerti dísznövényként ültetik.

## Leírásuk
A család korábbi tudományos neve Ficoideae volt, a ma használatos név azonban Aizoaceae-re változott. A 2003 óta érvényes APG II-rendszer a szegfűvirágúak rendjébe helyezi a családot és beleolvasztotta a korábbi Mesembryanthemaceae Fenzl, Sesuviaceae Horan. és Tetragoniaceae Link családokat is.
A család legtöbb faja, körülbelül a 96%-uk, Afrika déli részének száraz és félszáraz élőhelyein honos, a többiek pedig Ausztráliában és a Csendes-óceán szigetein.
Többségük pozsgás és lágyszárú, ritkán kissé elfásodnak. Száruk felálló vagy a földön szétterülő is lehet. Leveleik tagolatlanok, váltakozó vagy átellenes állásúak és sokszor víztárolásra módosultak. Virágaik sugarasan szimmetrikusak, a legtöbb esetben kétivarúak (de előfordulnak egynemű virágok is egyes fajoknál), egyesével vagy néhány tagból álló bogernyőben nőnek a levélhónaljakból. Öt (3-8) csészelevele alul többé-kevésbé összenő. Termése sokmagvú toktermés.
A kristályvirág nevet onnan kapták, mert leveleiken hólyagszerű szőrök találhatók, amelyek a napfényben kristályszerűen csillognak. Egyes fajok, például a hottentottafüge (Carpobrotus edulis) invazív fajként viselkednek Ausztráliában, Kaliforniában és a Földközi-tenger térségében.
Néhány fajuk ehető, mint a hottentottafüge, a Mesembryanthemum crystallinum vagy a száraz kertekben termesztett új-zélandi spenót, amely a közönséges spenótot pótolhatja az ételekben. Kaliforniában a hottentottafügét a vasutak mentén talajfogásra és a házak körül a bozóttüzek megfékezésére (sok vizet tartalmaz) ültetik.

## Rendszerezés
A családba az alábbi 4 alcsalád, 3 nemzetségcsoport és 119 nemzetség tartozik:
- Aizooideae Spreng. ex Arn. (1832)
  - Acrosanthes Eckl. & Zeyh. - 7 faj
  - Aizoanthemum Dinter ex Friedrich - 5 faj
  - Aizoon L. - típusnemzetség - 41 faj
  - Gunniopsis Pax - 14 faj
  - Tetragonia L. - 51 faj[3]

- Mesembryanthemoideae Burnett, Outlines Bot. (1835)
  - Mesembryanthemum L. - 106 faj

- Ruschioideae Schwantes (1962)
  - Apatesieae Schwantes (1962)
    - Apatesia N.E.Br. - 3 faj
    - Carpanthea N.E.Br. - 2 faj
    - Conicosia N.E.Br. - 2 faj
    - Hymenogyne Haw. - 2 faj
    - Saphesia N.E.Br. - 1 faj
    - Skiatophytum L.Bolus - 3 faj[4]

  - Dorotheantheae (Schwantes ex Ihlenf. & Struck) Chess., Gideon F.Sm. & A.E.van Wyk (2002)
    - Cleretum N.E.Br. - 13 faj

  - Ruschieae Schwantes (1962)
    - Acrodon N.E.Br. - 5 faj
    - Aloinopsis Schwantes - 8 faj
    - Amphibolia L.Bolus ex Herre - 6 faj
    - Antegibbaeum Schwantes ex C.Weber - 1 faj
    - Antimima N.E.Br. - 106 faj
    - Argyroderma N.E.Br. - 11 faj és 1 természetes hibrid
    - Astridia Dinter - 13 faj
    - Bergeranthus Schwantes - 7 faj
    - Braunsia Schwantes - 7 faj
    - Brianhuntleya Chess., S.A.Hammer & I.Oliv. - 3 faj
    - Carpobrotus N.E.Br. - 13 faj
    - Carruanthus (Schwantes) Schwantes - 2 faj
    - Cephalophyllum (Haw.) N.E.Br. - 33 faj
    - Cerochlamys N.E.Br. - 3 faj
    - Chasmatophyllum (Schwantes) Dinter & Schwantes - 7 faj
    - Cheiridopsis N.E.Br. - 41 faj
    - Circandra N.E.Br. - 1 faj
    - álkavics (Conophytum) N.E.Br. - 104 faj és 2 természetes hibrid
    - Cylindrophyllum Schwantes - 5 faj
    - Deilanthe N.E.Br. - 3 faj
    - Delosperma N.E.Br. - 168 faj
    - Dicrocaulon N.E.Br. - 7 faj
    - Didymaotus N.E.Br. - 1 faj
    - Dinteranthus Schwantes - 7 faj
    - Diplosoma Schwantes - 2 faj
    - Disphyma N.E.Br. - 4 faj
    - Dracophilus (Schwantes) Dinter & Schwantes - 2 faj
    - Drosanthemum Schwantes - 110 faj
    - Eberlanzia Schwantes - 8 faj
    - Ebracteola Dinter & Schwantes - 4 faj
    - Enarganthe N.E.Br. - 1 faj
    - Erepsia N.E.Br. - 31 faj és 1 természetes hibrid
    - Esterhuysenia L.Bolus - 6 faj
    - Faucaria Schwantes - 8 faj
    - Fenestraria N.E.Br. - 1 faj
    - Frithia N.E.Br. - 2 faj
    - Gibbaeum Haw. ex N.E.Br. - 17 faj
    - Glottiphyllum Haw. - 16 faj
    - Hallianthus H.E.K.Hartmann - 1 faj
    - Hartmanthus S.A.Hammer
    - Hereroa (Schwantes) Dinter & Schwantes
    - Jacobsenia L.Bolus & Schwantes
    - Jensenobotrya A.G.J.Herre
    - Jordaaniella H.E.K.Hartmann
    - Juttadinteria Schwantes
    - Khadia N.E.Br.
    - Lampranthus N.E.Br.
    - Lapidaria Dinter & Schwantes
    - Leipoldtia L.Bolus
    - Lithops N.E.Br. - 37 faj
    - Machairophyllum Schwantes
    - Malephora N.E.Br.
    - Mestoklema N.E.Br. ex Glen
    - Meyerophytum Schwantes
    - Mitrophyllum Schwantes
    - Monilaria Schwantes
    - Mossia N.E.Br.
    - Muiria N.E.Br.
    - Namaquanthus L.Bolus
    - Namibia (Schwantes) Dinter & Schwantes
    - Nananthus N.E.Br.
    - Nelia Schwantes
    - Neohenricia L.Bolus
    - Octopoma N.E.Br.
    - Oophytum N.E.Br.
    - Orthopterum L.Bolus
    - Oscularia Schwantes
    - Ottosonderia L.Bolus
    - Pleiospilos N.E.Br. - 4 faj és 1 természetes hibrid
    - Psammophora Dinter & Schwantes
    - Rabiea N.E.Br.
    - Rhinephyllum N.E.Br.
    - Rhombophyllum (Schwantes) Schwantes
    - Ruschia Schwantes
    - Ruschianthus L.Bolus
    - Schlechteranthus Schwantes
    - Schwantesia Dinter
    - Scopelogena L.Bolus ex A.G.J.Herre
    - Smicrostigma N.E.Br.
    - Stayneria L.Bolus
    - Stoeberia Dinter & Schwantes
    - Stomatium Schwantes
    - Tanquana H.Hartmann & Liede
    - Titanopsis Schwantes
    - Trichodiadema Schwantes
    - Vanheerdea L.Bolus ex H.E.K.Hartmann
    - Vanzijlia L.Bolus
    - Vlokia S.A.Hammer
    - Wooleya L.Bolus
    - Zeuktophyllum N.E.Br[5]

- Sesuvioideae Lindl. (1846)
  - Sesuvium L. - 13 faj
  - Trianthema L. - 29 faj
  - Zaleya Burm.f. - 6 faj[6]

- bizonytalan helyzetű nemzetségek azaz még nincsenek alcsaládokba foglalva
  - Aizoanthemopsis Klak
  - Calamophyllum Schwantes
  - Drosanthemopsis Rauschert
  - Hammeria Burgoyne
  - Malotigena Niederle
  - Marlothistella Schwantes
  - Peersia L.Bolus
  - Phiambolia Klak
  - Prepodesma N.E.Br.
  - Roosia van Jaarsv.
  - Ruschiella Klak
  - Sarcozona J.M.Black
  - Tribulocarpus S.Moore

### Fordítás
- Ez a szócikk részben vagy egészben  az   Aizoaceae című angol Wikipédia-szócikk ezen változatának fordításán alapul.  Az eredeti cikk szerkesztőit annak laptörténete sorolja fel. Ez a jelzés csupán a megfogalmazás eredetét és a szerzői jogokat jelzi, nem szolgál a cikkben szereplő információk forrásmegjelöléseként.